# Hude (Oldenburg)
Hude település Németországban, azon belül Alsó-Szászország tartományban. Lakosainak száma 16 303 fő (2023. december 31.).

## Népesség
A település népességének változása:
| Lakosok száma | 16 361 | 16 335 | 16 248 | 15 993 | 16 372 | 16 303 |
|               | 2016   | 2017   | 2019   | 2021   | 2022   | 2023   |